# Sabinsky (distrito)
Sabinsky (em russo:  Сабинский райо́н; em tártaro:  Саба районы) é um distrito do Tartaristão, uma das repúblicas da Rússia.